# ジュリー・ボヴァッソ
ジュリー・ボヴァッソ（Julie Bovasso、1930年8月1日－1991年9月14日）はアメリカ合衆国の女優。舞台、映画、テレビに出演した。ニューヨーク州ブルックリン、ベンソンハーストでイタリア系アメリカ人とアルメニア系アメリカ人の両親の間に生まれた。

## 経歴
ボヴァッソは、多くの映画に出演しているが、「サタデイ・ナイト・フィーバー」と「月の輝く夜に」では、イタリア系アメリカ人の母親役で出演している。また、シドニー・ルメット監督の映画「評決」にも出演している。
また、ボヴァッソは、ニューヨークのオフブロードウェイ用に書かれた前衛的な作品にも出演している（自ら脚本を書いたこともある）。例えば、ジャン・ジュネの「女中たち」が挙げられるが、この作品でボヴァッソは1956年にオビー賞の最初の最優秀女優賞を受賞している（その時のプレゼンターはシェリー・ウィンタースだった）。
1950年代半ばにマンハッタンのセントマークスプレイス８番街に実験的な「テンポ・プレイハウス」を設立、不条理劇場の作品や、ジャン・ジュネ、ウジェーヌ・イヨネスコ、ミシェル・ド・ゲルドロードといった人達の作品をアメリカの商業劇場に紹介した。
また、劇団「リヴィング・シアター」と共演、さらに、「ラ・ママ実験劇場クラブ」とも長期間にわたって共演した。
監督、女優としての仕事に加えて、劇作家として残した仕事には、4時間ものドタバタ劇である「グロリアとエスペランサ」で、この作品についてはヴィレッジ・ヴォイス劇場の批評家ジェリー・トールマーが、「奇跡であり、神話詩人的な見事な作品だ」と述べている。ボヴァッソは演技コーチとして引っ張りだこであり、厳しい指導者として知られていた。そして、彼女が開催する非公開の研修会には、いつも著名な俳優達が参加していたのである。DVDの解説で見る通り、シェールとオリンピア・デュカキスが映画「月の輝く夜に」に出演するのに際して、ボヴァッソがブルックリンアクセントの習得を指導したのである。
俳優として新人の頃、あまり長くは続かなかった連続ホームドラマ「From These Roots」で、ローズ・コレリ・フレイザーの役を演じている。結局、そのドラマは途中で降板しているのだが、それはプロデューサーとの意見の対立が原因であった。

## 私生活
ボヴァッソはごく短い期間、画家のジョージ・アール・オートマンと結婚していた。

## 出演作品
- Moon Dreamers
- Schubert's Last Serenade
- Gloria & Esperanza
- Monday on the Way to Mercury Island
- Miami vice(1985)

## 死
61歳でニューヨークで亡くなった。死因はガンだった。

## 参照
1. ↑  https://www.nytimes.com/1991/09/17/business/julie-bovasso-a-dramatist-61-active-in-avant-garde-theater.html
2. ↑  Stephen J. Bottoms, Playing Underground: A Critical History of the 1960s Off-off-Broadway Movement" https://books.google.co.jp/books/about/Playing_Underground.html?id=h5BfLQGIqtgC&redir_esc=y&hl=ja
3. ↑  “アーカイブされたコピー”. 2014年3月7日時点のオリジナルよりアーカイブ。2014年3月7日閲覧。
4. ↑  http://geoform.net/interviews/an-interview-with-artist-george-ortman/